# Rivières-le-Bois
Rivières-le-Bois là một xã thuộc tỉnh Haute-Marne trong vùng Grand Est đông bắc nước Pháp.